# Курьер Карелии
«Курье́р Каре́лии» — республиканская общественно-политическая газета, издававшаяся в Петрозаводске в 1917—2011 годах.

## Общие сведения
С 1918 по 1991 годы газета являлась официальным органом печати Карельского областного комитета РКП(б)/КПСС и государственных органов Карелии.
В годы Великой Отечественной войны редакция была эвакуирована в Беломорск, где продолжала выпуск газеты.
В 1955—1957 годах выходила финноязычная версия газеты под названием («Leninilainen totuus»).
В 1991 году учредителем газеты стал коллектив редакции.
Большую часть истории выходила 5 раз в неделю. С 2010 года газета стала выходить 1 раз в неделю (по четвергам) в результате сокращения штата журналистского коллектива.
1 сентября 2011 года вышел последний номер газеты.

## Главные редакторы
В разные годы газетой руководили:
- В первые годы — Л. Г. Гершанович, Я. К. Берзсытс, Я. Ф. Игошкин, Х. Г. Дорошин, И. А. Данилов, А. Нуортева, П. Никифоров, И. Стерлин.
- В 1937—1954 годах — В. Шашков, И. Кутасов, Н. Орлов, Я. Крючков, И. Моносов.
- В 1954—1985 годах — Ф. А. Трофимов.
- В 1985—2011 годах — А. Штыков, А. Осипов, С. Куликаев, И. Смирнова.

## История названия газеты
- 29.06.1917 — «Известия Олонецкого губернского Совета крестьянских, рабочих, солдатских депутатов»
- 18.04.1918 — «Известия Олонецкого губернского исполнительного комитета Советов крестьянских, рабочих и солдатских депутатов»
- 09.07.1918 — «Известия Олонецкого губернского исполнительного комитета Советов крестьянских, рабочих и красноармейских депутатов»
- 01.01.1919 — «Олонецкая коммуна»
- 15.10.1920 — «Коммуна»
- 01.01.1922 — «Карельская коммуна»
- 14.10.1922 — «Красная Карелия»
- 04.08.1940 — «Ленинское знамя»
- 15.06.1955 — «Ленинская правда»
- 05.05.1991 — «Северный курьер»
- 23.02.2001 — «Северный курьер Карелии»
- 01.06.2001 — «Курьер Карелии»
- 25.09.2007 — «Северный курьер»
- 26.09.2007 — «Курьер Карелии»